# Diocese das Canárias
A Diocese das Canárias (em latim: Dioecesis Canariensis) é uma diocese da Igreja Católica da Espanha. Ocupa a província oriental das Ilhas Canárias, a oeste da coata do Marrocos, no Oceano Atlântico. Faz parte da Arquidiocese de Sevilha. Foi fundada em 1406 pelo Papa Inocêncio VII como Diocese de Rubicón, em 1485 adotou o nome atual Diocese das Canárias. Em 2022 contava com uma população católica de 960 000 fiéis, sendo 85,0% da população total, e tinha 181 paróquias.

## História
Em 7 de julho de 1406 o Papa Inocêncio VII funda a Diocese de Rubicón na Espanha. Em 1485 a diocese tem seu nome alterado para Diocese das Canárias. Em 1630 a diocese perde território para a formação da Prefeitura Apostólica de Trípoli na Líbia. Em 1819 a Diocese das Canárias perde território para a formação da Diocese de Tenerife. Em 1838 a diocese perde território para a formação da Diocese de Alger na Argélia. Em 1843 a Diocese das Canárias juntamente com a Diocese de Alger perdem território para a formação do Vicariato Apostólico de Túnis na Tunísia.

## Lista de bispos
A seguir uma lista de bispos desde a criação da Diocese de Rubicón em 1406.
|                     | Nome                                   | Período             | Notas                           |
| Bispos das Canárias | Bispos das Canárias                    | Bispos das Canárias | Bispos das Canárias             |
| ------------------- | -------------------------------------- | ------------------- | ------------------------------- |
| 59º                 | José Mazuelos Pérez                    | 2020 - atual        |                                 |
| 58º                 | Francisco Cases Andreu                 | 2005 - 2020         |                                 |
| 57º                 | Ramón Echarren Istúriz                 | 1978 - 2005         |                                 |
| 56º                 | José Antonio Infantes Florido          | 1967 - 1978         | Nomeado bispo de Córdova        |
| 55º                 | Antônio Victor Pildáin y Zapiáin       | 1936 - 1966         |                                 |
| 54º                 | Miguel de los Santos Serra y Sucarrats | 1922 - 1936         | Nomeado bispo de Segorbe        |
| 53º                 | Ángel Marquina y Corrales              | 1913 - 1922         | Nomeado bispo de Guadix         |
| 52º                 | Adolfo Pérez y Muñoz                   | 1909 - 1913         | Nomeado bispo de Badajoz        |
| 51º                 | José Cueto y Díez de la Maza, O.P.     | 1891 - 1908         | Faleceu no cargo                |
| 50º                 | José Proceso Pozuelo y Herrero         | 1879 - 1890         | Nomeado bispo de Segóvia        |
| 49º                 | José Maria de Urquinaona y Vidot       | 1868 - 1878         | Nomeado bispo de Barcelona      |
| 48º                 | Joaquín Lluch y Garriga, O.C.D.        | 1858 - 1868         | Nomeado bispo de Salamanca      |
| 47º                 | Buenaventura Codina y Augerolas, C.M.  | 1847 - 1857         | Faleceu no cargo                |
| 46º                 | Judas José Romo y Gamboa               | 1834 - 1847         | Nomeado arcebispo de Sevilha    |
| 45º                 | Bernardo Martínez Carnero              | 1827 - 1833         | Faleceu no cargo                |
| 44º                 | Fernando Cano Almirante, O.F.M.        | 1825 - 1826         | Faleceu no cargo                |
| 43º                 | Manuel Bernardo Morete Bodelón         | 1824 - 1825         | Nomeado bispo de Astorga        |
| 42º                 | Manuel Verdugo Albiturría              | 1796 - 1818         | Faleceu no cargo                |
| 41º                 | Antônio Tavira Almazán                 | 1791 - 1796         | Nomeado bispo de Osma           |
| 40º                 | Antônio Martínez de la Plaza           | 1785 - 1790         | Nomeado bispo de Cádis          |
| 39º                 | Joaquín Herrera Bárcena, O.Cist.       | 1779 - 1783         | Faleceu no cargo                |
| 38º                 | Juan Bautista Cervera, O.F.M.          | 1769 - 1777         | Nomeado bispo de Cádis          |
| 37º                 | Francisco Javier Delgado y Venegas     | 1761 - 1768         | Nomeado bispo de Sigüenza       |
| 36º                 | Valentín Moran Menéndez, O.de M.       | 1751 - 1761         | Renunciou                       |
| 35º                 | Juan Francisco Guillén                 | 1739 - 1751         | Nomeado arcebispo de Burgos     |
| 34º                 | Pedro Manuel Dávila y Cárdenas         | 1731 - 1738         | Nomeado bispo de Plasencia      |
| 33º                 | Félix Bernuy Zapata y Mendoza          | 1724 - 1730         | Faleceu no cargo                |
| 32º                 | Lucas Conejero de Molina               | 1714 - 1724         | Nomeado arcebispo de Burgos     |
| 31º                 | Juan Ruiz y Simón                      | 1706 - 1712         | Faleceu no cargo                |
| 30º                 | Bernardo de Vicuña Zuazo               | 1691 - 1705         | Faleceu no cargo                |
| 29º                 | Bartolomé García Jiménez y Rabadán     | 1665 - 1690         | Faleceu no cargo                |
| 28º                 | Juan Vande-Escarth y Briceño, O.S.H.   | 1659 - 1665         | Nomeado bispo de Leão           |
| 27º                 | Rodrigo Gutiérrez de Rojas             | 1651 - 1658         | Faleceu no cargo                |
| 26º                 | Francisco Sánchez Villanueva y Vega    | 1635 - 1651         | Renunciou                       |
| 25º                 | Cristóbal de la Cámara y Murga         | 1627 - 1635         | Nomeado bispo de Salamanca      |
| 24º                 | Juan Guzmán, O.F.M.                    | 1622 - 1627         | Nomeado arcebispo de Tarragona  |
| 23º                 | Pedro Herrera Suárez, O.P.             | 1621 - 1622         | Nomeado bispo de Tui            |
| 22º                 | Antônio Corrionero                     | 1614 - 1621         | Nomeado bispo de Salamanca      |
| 21º                 | Lope Velasco Valdivieso                | 1611 - 1613         | Faleceu no cargo                |
| 20º                 | Juan Nicolás Valdés de Carriazo        | 1610 - 1611         | Nomeado bispo de Guadix         |
| 19º                 | Francisco de Sosa, O.F.M.              | 1607 - 1610         | Renunciou                       |
| 18º                 | Francisco Martínez de Cenicero         | 1597 - 1607         | Nomeado bispo de Cartagena      |
| 17º                 | Fernando Suárez de Figueroa            | 1587 - 1597         | Nomeado bispo de Samora         |
| 16º                 | Fernando Rueda                         | 1580 - 1585         | Faleceu no cargo                |
| 15º                 | Cristóbal Vela y Acuña                 | 1574 - 1580         | Nomeado arcebispo de Burgos     |
| 14º                 | Juan Alzóloras, O.S.H.                 | 1568 - 1574         | Faleceu no cargo                |
| 13º                 | Bartolomé de Torres                    | 1566 - 1568         | Faleceu no cargo                |
| 12º                 | Diego Deza Tello                       | 1554 - 1566         | Nomeado bispo de Cória          |
| 11º                 | Melchor Cano, O.P.                     | 1552 - 1554         | Renunciou                       |
| 1º                  | Francisco de la Cerda Córdoba, O.P.    | 1551 - 1551         | Faleceu no cargo                |
| 9º                  | Antônio de la Cruz, O.F.M.             | 1545 - 1550         | Faleceu no cargo                |
| 8º                  | Alonso Ruiz de Virués, O.S.B.          | 1538 - 1545         | Faleceu no cargo                |
| 7º                  | Juan de Salamanca, O.P.                | 1531 - 1538         | Renunciou                       |
| 6º                  | Pedro Fernández Manrique               | 1530 - 1530         | Nomeado bispo de Ciudad Rodrigo |
| 5º                  | Luis Cabeza de Vaca                    | 1523 - 1530         | Nomeado bispo de Salamanca      |
| 4º                  | Fernando Vázquez de Arce               | 1513 - 1520         | Faleceu no cargo                |
| 3º                  | Pedro López Ayala                      | 1507 - 1513         | Faleceu no cargo                |
| 2º                  | Diego de Muros                         | 1496 - 1507         | Faleceu no cargo                |
| 1º                  | Miguel López de la Serna, O.F.M.       | 1486 - 1488         | Faleceu no cargo                |
| Bispos das Rubicón  |                                        |                     |                                 |
| 9º                  | Juan de Frías                          | 1479 - 1485         | Faleceu no cargo                |
| 8º                  | Juan de San Lucar, O.F.M.              | 1470 - 1479         | Faleceu no cargo                |
| 7º                  | Martin de Rojas, O.S.H.                | 1468 - 1470         | Renunciou                       |
| 6º                  | Roberto                                | 1460 - 1460         |                                 |
| 5º                  | Juan Cid                               | 1449 - 1459         | Faleceu                         |
| 4º                  | Francisco Moya, O.F.M.                 | 1436 - 1436         | Faleceu no cargo                |
| 3º                  | Fernando de Talmonte, O.S.H.           | 1431 - 1436         | Faleceu no cargo                |
| 2º                  | Mendo de Viedma, O.F.M.                | 1417 - 1431         | Faleceu no cargo                |
| 1º                  | Alfonso Sanlúcar de Barrameda, O.F.M.  | 1404 - 1417         |                                 |

## Santos e beatos da diocese
A diocese das Canárias abrangeu todo o arquipélago durante mais de quatro séculos, até 1819, quando foi criada a diocese de San Cristóbal de La Laguna ou Tenerife. Por esta razão, os santos e beatos atualmente venerados no arquipélago nasceram nesta diocese, e alguns deles são venerados igualmente em ambos os bispados canários, especialmente os nascidos ou vinculados ao território atualmente ocupado pela diocese de Tenerife ou Nivariense:
- São Pedro de Betancur (também venerado pela diocese de Tenerife)[2]
- São José de Anchieta (também venerado pela diocese de Tenerife)[2]
- Beatos Mártires do Tazacorte (também venerados pela diocese de Tenerife)[2]
- Beata Lorenza Díaz Bolaños[3]
- Beato Tomás Morales Morales[3]
- Beato José Torres Padilla (também venerado pela diocese de Tenerife)[4]